# NGC 2772
NGC 2772 is een spiraalvormig sterrenstelsel in het sterrenbeeld Kompas. Het hemelobject werd op 23 januari 1835 ontdekt door de Britse astronoom John Herschel.

## Synoniemen
- ESO 497-14
- MCG -4-22-2
- AM 0905-232
- IRAS09054-2325
- PGC 25654